# Royal Wolverhampton School

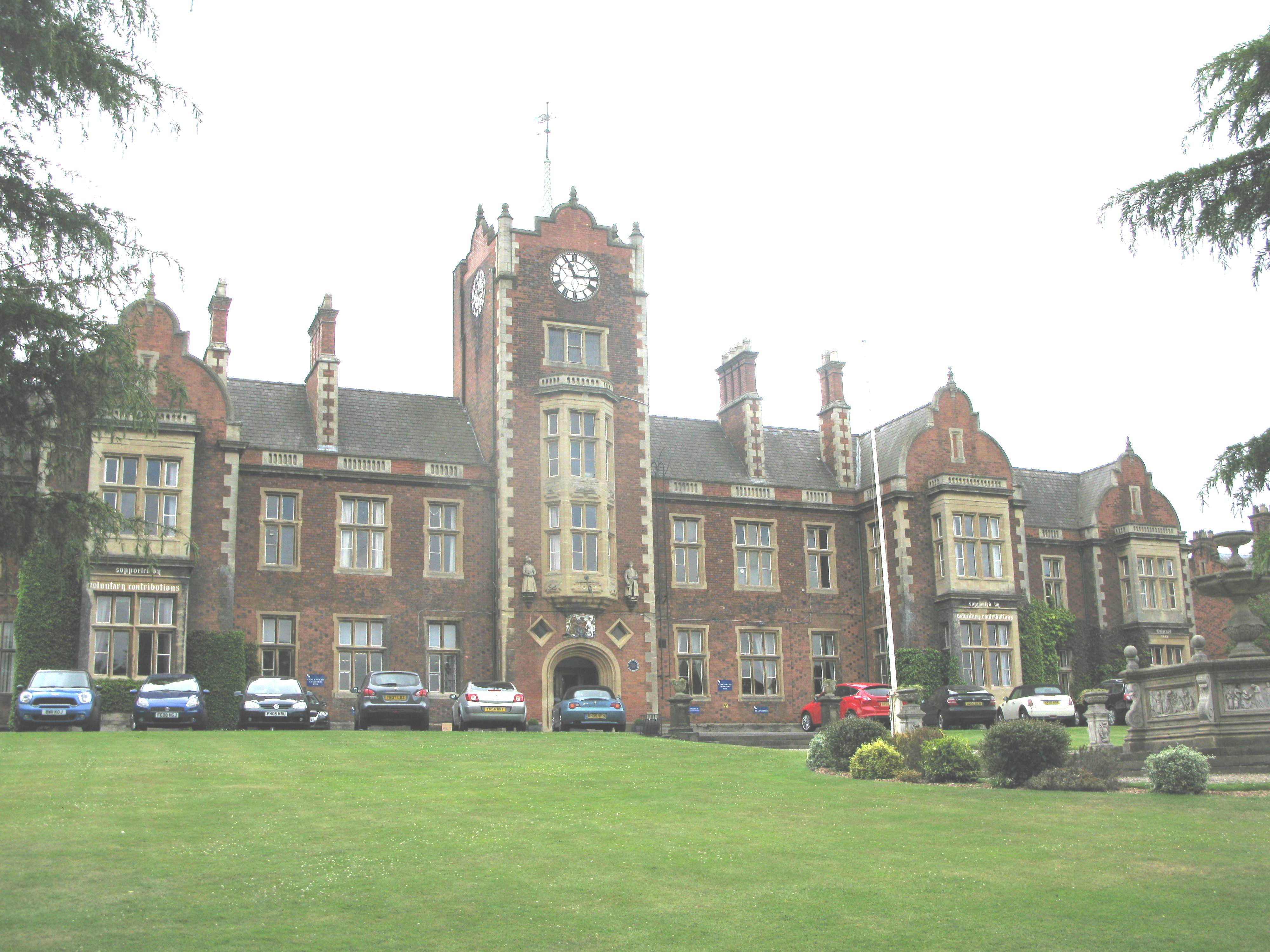
Royal Wolverhampton School

De Royal Wolverhampton School is een school in Wolverhampton, Engeland, die werd gesticht als een wezeninstelling in 1850 door een plaatselijke metselaar, John Lees, nadat door een uitbraak van cholera veel kinderen wees waren geworden. De oorspronkelijke naam was The Wolverhampton Orphan Asylum. In 1891 werd dit "The Royal Orphanage of Wolverhampton". Het motto luidt Nisi Dominus Frustra ('Zonder God is alles vergeefs').

## Beschermheer
De beschermheer van de school is Edward, graaf van Wessex. Eerder vervulde Elizabeth Bowes-Lyon de rol van beschermvrouwe.

## Bekende leerlingen
- Eric Idle